# Mehriz
Mehrīz (farsi مهریز) è il capoluogo dello shahrestān di Mehriz, circoscrizione Centrale, nella provincia di Yazd in Iran. Aveva, nel 2006, una popolazione di 26.364 abitanti. Si trova a sud di Yazd. 
Ad una distanza di 47 Km verso sud si trova il villaggio di Manshad.